# Encrypt (téléfilm)
Pour plus de détails, voir Fiche technique et Distribution.
Encrypt est un téléfilm américain réalisé par Oscar L. Costo et diffusé le 14 juin 2003 sur Sci Fi Channel.

## Synopsis
An 2068 : la couche d'Ozone a disparu de l'atmosphère terrestre et les vents violents ainsi que les orages et les ouragans sont fréquents. Un groupe de survivants composé de soldats est la dernière ligne de défense du genre humain. Le capitaine John Garth est engagé par un ancien ami militaire, Lapierre, pour une opération spéciale : cambrioler une propriété jugée impénétrable contenant des objets d'arts d'avant l'apocalypse. Ce travail pourrait permettre à Garth de sauver d'autres survivants. Mais le lieu est gardé par un ordinateur surnommé Encrypt...

## Fiche technique
- Titre original : Encrypt
- Titre français : Encrypt
- Réalisation : Oscar L. Costo
- Scénario : Richard Taylor et Robinson Young d'après une histoire de Michael Taylor
- Musique : Misha Segal
- Directeur de la photographie : Michael Galbraith
- Montage : Andrew Cohen
- Distribution : Nelleke Privett
- Création des décors : Ed Hanna
- Direction artistique : Jon P. Goulding
- Création des costumes : Ruth Secord
- Effets spéciaux de maquillage : Catherine Viot
- Effets spéciaux : Soho VFX
- Producteur : Derek Rappaport
- Producteur exécutif : Marcy Gross
- Producteur associé : Paul M. Leonard
- Compagnie de production : Amber Light Films Inc.
- Compagnie de distribution : The Sci-Fi Channel
- Pays :  États-Unis  Canada
- Langue : Anglais
- Son : Stéréo
- Image : Couleurs
- Ratio écran : 1.33:1
- Durée : 101 minutes
- Genre : Science-fiction

## Distribution
- Grant Show (VF : Thierry Ragueneau) : Garth
- Vivian Wu : Diana
- Steve Bacic : Lapierre
- Matthew G. Taylor : King
- Naomi Gaskin : Hernandez
- Wayne Ward : Ebershaw
- Art Hindle : Anton Reich
- Hannah Lochner : Mandy
- Carolyn Goff : Elaine

 Source et légende : version française (VF) sur RS Doublage